# Fornby Flaxtjärn
Fornby Flaxtjärn är en sjö i Avesta kommun i Dalarna och ingår i Dalälvens huvudavrinningsområde.